# Coventry Motor Company

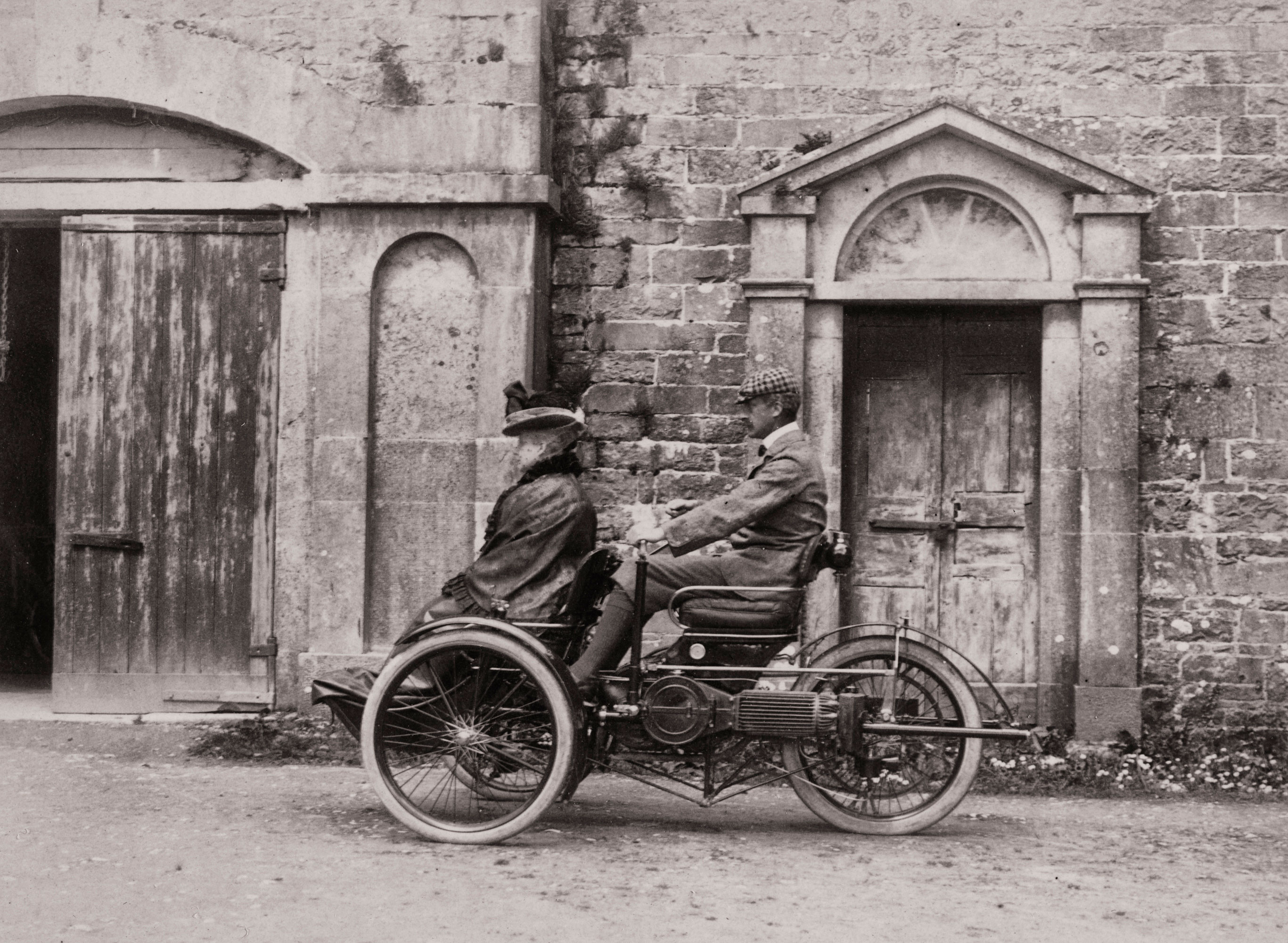

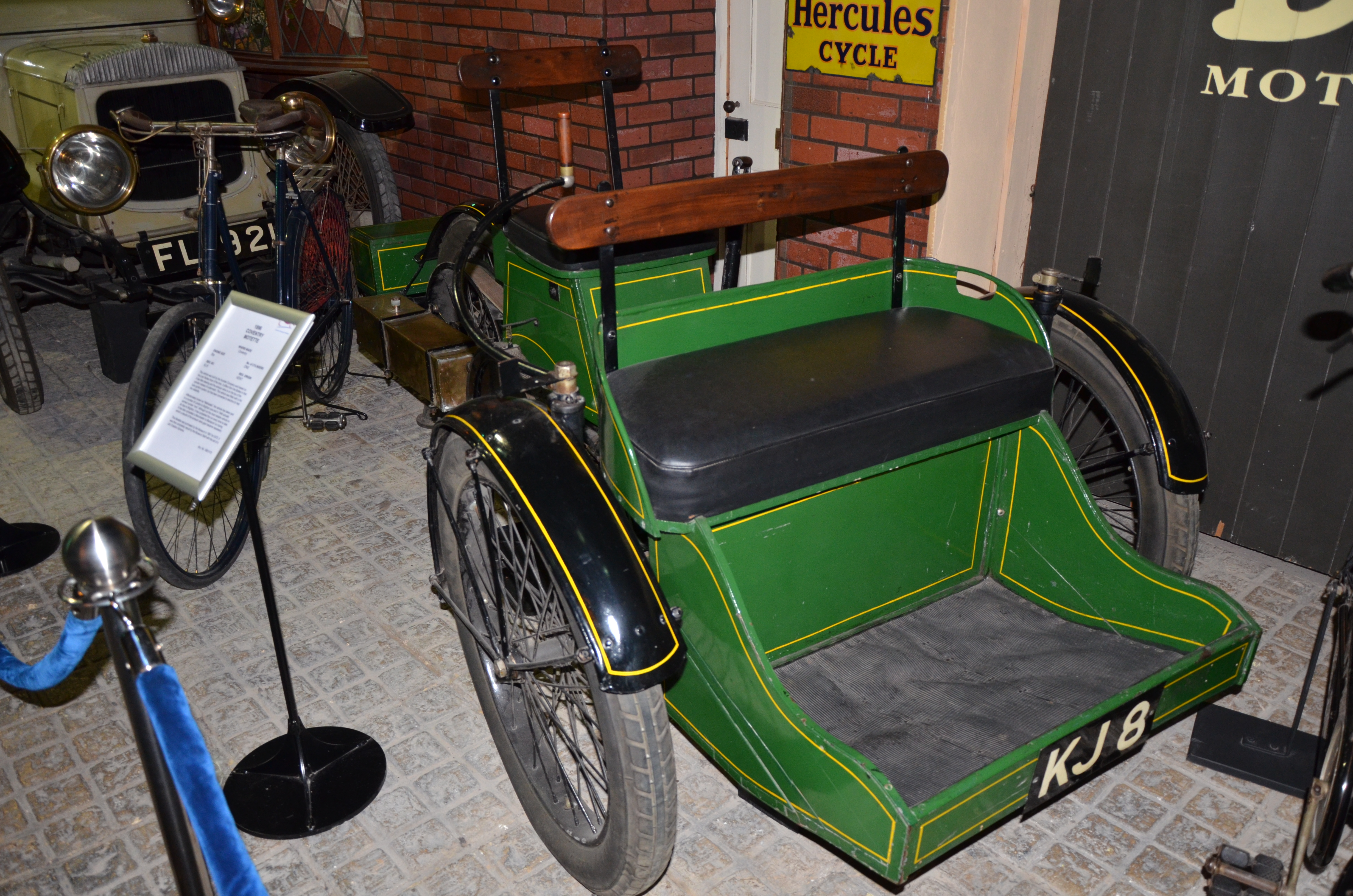

Coventry Motor Company war ein britischer Hersteller von Automobilen.

## Unternehmensgeschichte
Charles McRobie Turrell gründete 1896 das Unternehmen in Coventry. Es gehörte zu Lawsons British Motor Syndicate. 1897 begann die Produktion von Automobilen. Der Markenname lautete Coventry Motette, gelegentlich auch Coventry-Bollée. 1897 endete die Produktion. 1903 wurde das Unternehmen aufgelöst.

## Fahrzeuge
Im Angebot stand nur ein Modell. Dies war ein Nachbau der Voiturette von Automobiles Léon Bollée. Es war ein Dreirad mit einem einzelnen Hinterrad, präziser ein Tricar. Der Fahrer saß hinten. Zwischen den Vorderrädern war der Platz für den Beifahrer.
Zwei Fahrzeuge sind erhalten geblieben.